# Кунь-аман

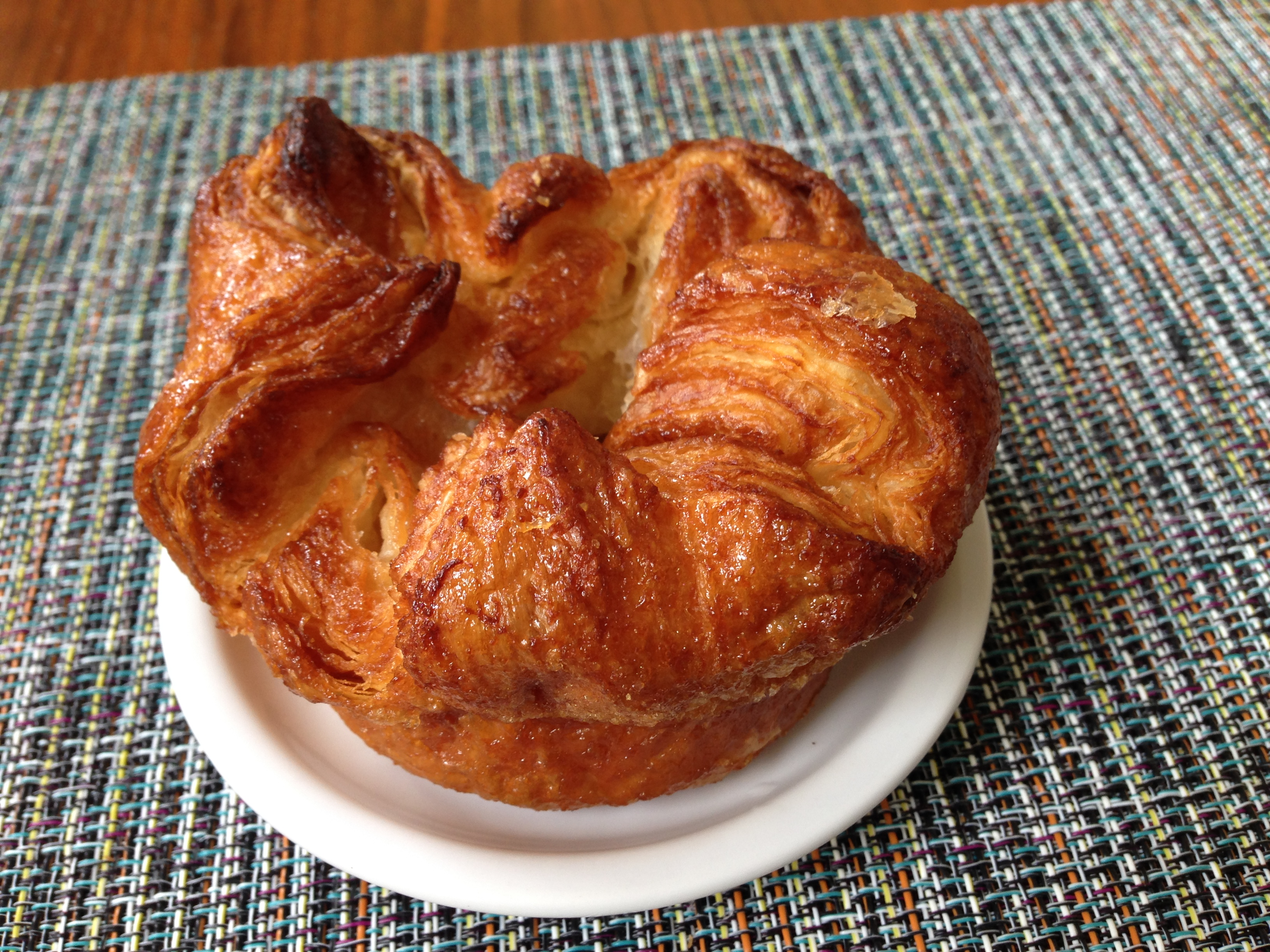
Булочка кунь-аман

Кунь-аман або куїнь-аман (брет. kouign-amann [,kwiɲaˈmɑ̃nː]) — традиційний бретонський листковий пиріг.
Кунь-аман є якоюсь подібністю листкового крепа, в якому чергуються тісто (зазвичай тісто для бріошів), солоне масло і цукор. З шарів складається пиріг, який слід випікати в духовці до карамелізації цукру, що покриває поверхню кунь-амана хрусткою карамельною скоринкою. Пиріг може бути розділений на 4-12 порцій, проте можливо і порційне приготування у вигляді булочок. Для цього розкачане тісто, змазане маслом і посипане цукром, згортається рулетом, розрізається на невеликі шматочки й випікається. Так, в Північній Америці стали більш популярними окремі тістечка розміром з кекс (kouignettes). Також можливі варіанти кунь-амана з шоколадною або яблучною начинкою. Завдяки масляним шарам, Кунь-аман містить велику кількість калорій і не є дієтичним продуктом.
Традиційний рецепт з комуни Дуарнене вимагає співвідношення 40 відсотків тіста, 30 відсотків масла і 30 відсотків цукру.

## Історія
Кунь-аман з'явився в 1865 році в Дуарнене в департаменті Фіністер. Винахід приписують пекареві Іву-Рене Скордіа (1828—1878). Назва пирога походить від брет. kouign (пиріг) і amann (масло) і позначає буквально «масляний пиріг».
Вважається, що в той час в країні не вистачало борошна, а масла було багато, звідси й використання інгредієнтів в незвичайних пропорціях: 400 грамів борошна на 300 грамів масла і 300 грамів цукру. Інші історії пояснюють створення рецепта по-іншому: невдала випічка, нестача борошна під час напливу клієнтів. А також через традиційну любов бретонців-кельтів до масла.